# Eugenia intibucana
Eugenia intibucana är en myrtenväxtart som beskrevs av Barrie. Eugenia intibucana ingår i släktet Eugenia och familjen myrtenväxter.
Artens utbredningsområde är Honduras. Inga underarter finns listade i Catalogue of Life.